# 瑟穆萨克
瑟穆萨克（法語：Semoussac，法語發音：[səmusak]）是法国滨海夏朗德省的一个市镇，位于该省南部，属于容扎克区。

## 地理
瑟穆萨克（45°23'10"N, 0°37'27"W）面积9.62 平方千米，位于法国新阿基坦大区滨海夏朗德省，该省份为法国西部滨海省份，北起旺代省，西临大西洋，南至吉倫特省，东南接多爾多涅省，东北接德塞夫勒省接壤，东临夏朗德省。
与瑟穆萨克接壤的市镇（或旧市镇、城区）包括：孔萨克、吉伦特河畔圣博内、圣西耶迪塔永、圣乔治德萨古、圣马夏尔德米朗博、圣托马德科纳克、瑟米亚克。

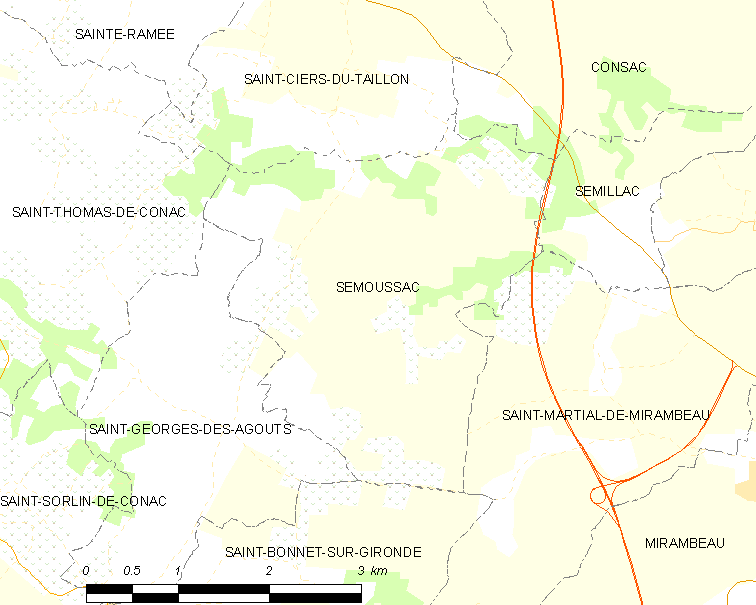
瑟穆萨克的OSM定位图

瑟穆萨克的时区为UTC+01:00、UTC+02:00（夏令时）。

## 行政
瑟穆萨克的邮政编码为17150，INSEE市镇编码为17424。

## 政治
瑟穆萨克所属的省级选区为蓬镇县。

## 人口

1962-2008年间瑟穆萨克人口变化图示

瑟穆萨克于2022年1月1日时的人口数量为389人。